# 阿拉伯大羚羊
阿拉伯大羚羊，又名阿拉伯羚、阿拉伯直角羚羊或阿拉伯劍羚，是長角羚屬中最細小的成員，棲息在阿拉伯半島的沙漠及草原。具有明显的肩部隆起、长而直的角和簇绒的尾巴。牠們於1970年代早期就接近在野外滅絕，但被保存在动物园和私人保护区中，并于1980年重新引入野外。1986年，阿拉伯大羚羊被列入世界自然保护联盟红色名录(IUCN Red List)濒危物种；2011年，阿拉伯大羚羊成为第一个曾被列为野生灭绝动物恢复到易危的动物。2016年，全球野生种群数量估计为1220只，其中成熟种群850只，圈养种群6000只。

## 形態
阿拉伯大羚羊肩高約1米，重70公斤。牠們的毛色接近雪白色，腹部及腳都是褐色的，在頭部及頸部之間、前額、鼻子及由角經眼睛至口部都有黑色斑紋。雄羊及雌羊都有直立的環角，長達半米。
阿拉伯大羚羊的天敵只有狼。圈養下或在良好的野外環境，牠們凡壽命可以達20歲。在乾旱的季節，牠們會受到營養不良及脫水的威脅。雄羊之間的鬥爭、蛇咬、疾病及遇溺都是一般令牠們死亡的原因。

## 食性
阿拉伯大羚羊主要吃草，及多種不同的植物部份，包括樹、芽、草、果實、塊莖及根。牠們的群族會跟隨雨水去吃新長出來的植物。牠們可以幾個星期不喝水。研究發現牠們主要吃針禾屬的植物，其花朵有高含量的蛋白質及水份。

## 行為

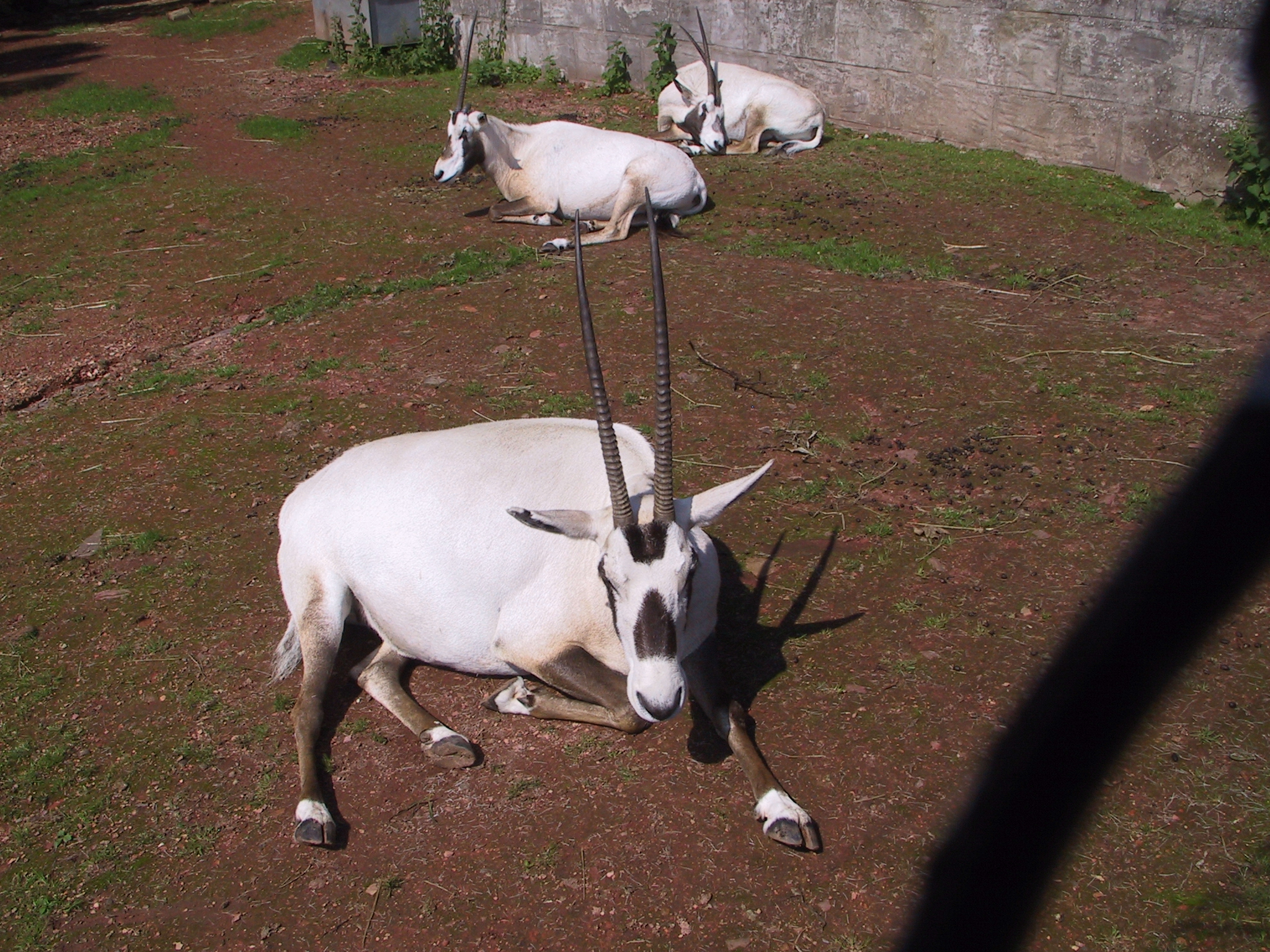
正在休息的阿拉伯大羚羊。

阿拉伯大羚羊會在灌木或樹下的地上挖坑休息。牠們能夠偵測及前往下雨的地方。牠們單在阿曼的分佈地就超過3000平方公里。群族包含了不同的性別，成員總數介乎2-15頭，超過100頭的群族也曾出現過。牠們一般都不帶有攻擊性，故群族可以和平共存。牠們的群族之內只有一個簡單的架構，涉及所有7個月大以上的雄羊及雌羊。牠們會與其他群族成員保持視覺接觸，其他雄羊會負責照顧群族的成員及外圍的雌羊。當分散後，雄羊會回到群族最後出沒的地方，直至其他成員回來。幼年的雄羊是獨居的。雄羊及雌羊會用其角來保護地盤的資源，免受外來者偷取。

## 人类文明中
阿拉伯羚羊是约旦、阿曼、阿拉伯联合酋长国、  巴林和卡塔尔的国兽。
一只名为“Orry”的卡塔尔羚羊被选为多哈亚运会的吉祥物， 并出现在中东航空公司卡塔尔航空标志中。

### 傳說
希伯來文的「רֶאֵם」可能就是指阿拉伯大羚羊、已滅絕的原牛，又或是其他有角的哺乳動物。在《欽定版聖經》中，這個字被譯為獨角獸，而獨角獸的傳說可能都是源自阿拉伯大羚羊，因阿拉伯大羚羊有時會被以為只有一隻角。

## 保育
阿拉伯大羚羊於1972年前就差不多被獵殺至滅絕。於1982年初期在阿曼就開始了重新引入的計劃，但數量仍然由1996年的450頭下降至2003年的106頭，這是因非法的捕獵及在沙地阿拉伯群族的壯大所致。在沙地阿拉伯的數量就由1997年的400頭增加至2003年的700頭，連帶以色列的群族也有所增加。於2007年，阿拉伯聯合酋長國就在阿布扎比放生了100頭阿拉伯大羚羊，目標是於2012年引入達500頭。
鳳凰城動物園也在保護阿拉伯大羚羊的保育工作上出一份力。於1962年，她們開展了第一個飼養阿拉伯大羚羊的計劃。最初開始時只有9頭，至今已有超過200頭。這些飼養的阿拉伯大羚羊被送往其他動物園開展新的群族。到了1990年，牠們的數量就有超過1300頭，包括112頭飼養的被重新送到野外。
於2007年6月28日，阿曼的阿拉伯羚羊保護區成為第一個被聯合國教育、科學及文化組織除名的世界遺產。理由是因阿曼政府大幅減少其九成的面積，用來開採石油。
2011年6月，阿拉伯羚羊被IUCN红色名录重新分类为易危物种。野外有1,200多只阿拉伯羚羊，其中6,000-7,000只被圈养在世界各地的动物园、保护区和私人收藏中。这是IUCN首次将野外灭绝的物种重新归类为易危物种。 阿拉伯羚羊也被列入CITES附录I。

## 外部連結
- ARKive - images and movies of the Arabian oryx (Oryx leucoryx)
- Living Desert article